# Margaret Graham
Margaret Graham (1931-2004) fue una bailarina de ballet argentino-uruguaya.

## Biografía
Nació en Argentina, se crio en Buenos Aires. Graham se incorporó a la compañía de Alicia Alonso en 1949. Posteriormente, en 1957, se estableció en Montevideo; allí fue contratada por el SODRE, se le confirió el rango de prima ballerina, y desarrolló una carrera brillante, de más de dos décadas.
Por recomendación de Margot Fonteyn, Graham estudió en la Royal Ballet School de Londres. Fue dirigida por Tamara Grigorieva, Roger Fenonjois, Michel Borovsky, María Ruanova, William Dollar, Vaslav Velchek, entre otros. En 1975 creó la Escuela Nacional de Ballet, en donde capacitó a varias generaciones de bailarines. Se retiró en 2003.
Graham was a member of the Royal Academy of Dance, de Londres, y del Conseil International de la Danse, de París.
Estuvo casada con Tito Bardón durante 50 años. Falleció en Montevideo el 16 de abril de 2004.